# Volodiivți, Bar
Volodiivți (în ucraineană Володіївці) este localitatea de reședință a comunei Volodiivți din raionul Bar, regiunea Vinnița, Ucraina.

## Demografie
Componența lingvistică a localității Volodiivți
     Ucraineană (97,98%)
     Rusă (2,02%)
Conform recensământului din 2001, majoritatea populației localității Volodiivți era vorbitoare de ucraineană (97,98%), existând în minoritate și vorbitori de rusă (2,02%).